# Ine Gevers

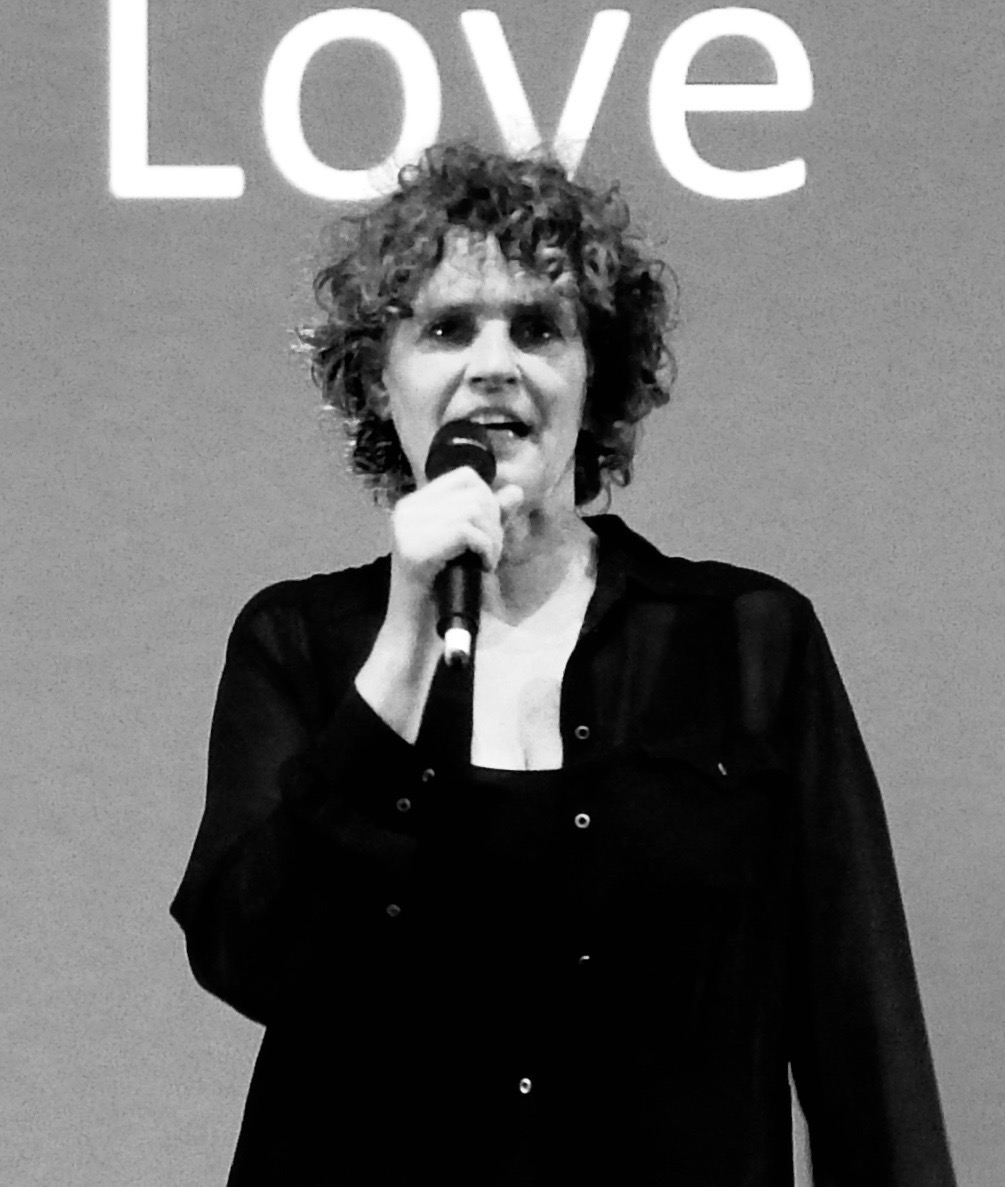
Ine Gevers, tijdens Embassy of Robot Love, World Design Event, oktober 2017

Ine Gevers (Valkenswaard, 1960) is een Nederlandse tentoonstellingsmaker, schrijver en activist. Ze organiseert tentoonstellingen en manifestaties op het snijvlak van kunst, technologie en maatschappij.

## Opleiding en werk
Gevers studeerde kunstgeschiedenis en filosofie aan de Universiteit Utrecht. Haar studie sloot ze in 1985 af met de samenstelling van de tentoonstelling Janus de Winter, de schilder mysticus in het Centraal Museum Utrecht. Ze begon als assistent-curator in het Van Abbemuseum Eindhoven. In Almere stelde ze tentoonstellingen samen voor de expositie-ruimte Aleph, de voorloper van het huidige Museum De Paviljoens. Van 1988 tot 2000 werkte ze als hoofd Studium Generale aan de Jan van Eyck Academie in Maastricht dat resulteerde in symposia en publicaties.
In 2000 was zij medeoprichter en vervolgens directeur van het DeCenter Centrum van Neurologisch Diverse Culturen. Er volgde een samenwerking met o.a. Stichting De Geuzen, Amsterdam en in 2005 met Stichting Interart, Arnhem.
In 2007 werd ze oprichter en directeur van Stichting Niet Normaal INT. De Stichting heeft als doel het maken van grootschalige, publiekstrekkende tentoonstellingen met beeldende kunst over maatschappelijk relevante thema’s. Naast haar werk als curator en spreker/schrijver is zij docent aan o.a. de Rietveld Academie Amsterdam, HISK Antwerpen, Dutch Design Academy Eindhoven, Dutch Art Institute Enschede, HKU Utrecht. Zij is als adviseur verbonden aan o.a. Salle Privée en is bestuurder bij o.a. het Fentener van Vlissingen Fonds. In 2020 richtte ze de stichting Future of Work (FOW) op als vehikel voor het maken van een inclusieve en diverse toekomst van werken.

## Tentoonstellingen (selectie)
- 2022 COME ALIVE, ervaringstentoonstelling over erotiek als levenskracht
- 2020 (IM)POSSIBLE BODIES, hybride festivals over cyborgs, digital twins en data-ethiek in 's-Hertogenbosch en online.
- 2018 ROBOT LOVE, Can we learn from robots about love? Grootschalige tentoonstelling op het grensvlak design, kunst en technologie. Visitor's magnet at Dutch Design Week 2018
- 2017 Embassy of Robot Love, World Design Event, Eindhoven[4] Kunst en technologie. Dutch Design Week 2017
- 2016 HACKING HABITAT – Art of Control (2016, voormalige gevangenis Utrecht).[5] Kunst en technologie.[6] Geopend en becommentarieerd door Birgitta Jonsdottir, Katarina Gregos.
- 2013 JA NATUURLIJK • How Art Saves the World (2013, Gemeentemuseum Den Haag).[7] Kunst en Ecologie. In recensie meer upbeat bevonden als soortgelijk project van Hans Ulrich Obrist.

- 2009 NIET NORMAAL • Difference on Display (2009, Beurs van Berlage Amsterdam).[8] Kunst en Normaliteit. De tentoonstelling werd aanbevolen door Ute Meta Bauer en Okwui Enwezor[9]

- 1994 Ik + De Ander • Art and the Human Condition (1994, Beurs van Berlage Amsterdam).[2] Kunst & Samenleving: eerste volledig gesponsorde tentoonstelling over engagement in Nederland.

## Publicaties (selectie)
- 2018 ROBOT LOVE- Can we learn from robots about love?, Publicatie bij gelijknamige tentoonstelling, English ed., full color, hard cover, 240 p., Terra Publishing ISBN 9789089897763
- 2016 Hacking Habitat – Art of Control – Art, Technology and Social Change, Publicatie bij gelijknamige tentoonstelling, Eng ed., full color, 232 p., NAI010 Rotterdam ISBN 9789462082687
- 2013 Ja Natuurlijk – Hoe Kunst de Wereld redt ISBN 9789462080621 / Yes Naturally – How Art saves the World, Publicatie bij de gelijknamige tentoonstelling, Nederlands ed./ English ed. full color, 240 p., NAI010 Publishers Rotterdam ISBN 9789462080638
- 2009 Niet Normaal, Publicatie bij de gelijknamige tentoonstelling, Nederlands ed. ISBN 9789056627140 / English ed. ISBN 978-90-5662-715-7 full color 384 p. NAI010 publishers Rotterdam
- 1997 Voorbij Ethiek en Esthetiek / Beyond Ethics and Aesthetics, Nederlands ed. / English ed., SUN Nijmegen
- 1993 Place, Position, Presentation, Public, Jan van Eyck Academie, Maastricht
- 1992 Cultural Identity: Fiction or Necessity, Jan van Eyck Academie, Maastricht
- 1993-1997 Strategies in Presentations, 1993-1997 Jan van Eyck Academie Maastricht,